# Galina Putjata
Galina Putjata (* 1985 in Odessa) ist eine deutsche Linguistin.

## Leben
Von 2004 bis 2010 erwarb sie das 1. Staatsexamen, Lehramt an Gymnasien für Französisch und Spanisch (2006–2007 Arbeits- und Forschungsaufenthalt an der Academia Contacto in Madrid – Erforschung des Nonverbalen in spanischen Konversationen/2008–2009 Forschungs- und Studienaufenthalt an der Universität La Réunion – Erforschung des Umgangs mit Sprachenvielfalt in der Sprachpolitik). Von 2008 bis 2014 war sie wissenschaftliche Mitarbeiterin; Koordination interinstitutioneller Projekte, Lehre in den Bereichen (Fremd-)Sprachdidaktik und Sprachwissenschaft, Fakultät Sprach-, Literatur- und Kulturwissenschaft in Dresden. Von 2011 bis 2012 forschte sie an der Chaire de Recherche du Canada en Mondialisation, Citoyenneté et Démocratie, UQAM, Montréal, Kanada – Erforschung gesellschaftlicher Aspekte von Mehrsprachigkeit. 2012 forschte sie am Centre for Research on Bilingualism in Theory and Practice, Bangor – Erforschung individueller Zweisprachigkeit. Von 2010 bis 2013 absolvierte sie die Promotion in Sprachwissenschaft mit dem Schwerpunkt Zweitspracherwerb, Fakultät für Sprach-, Literatur- und Kulturwissenschaften, TU Dresden. Von 2014 bis 2020 lehrte sie im Modul „Deutsch für Schülerinnen und Schüler mit Zuwanderungsgeschichte“, Institut für Erziehungswissenschaft an der Universität Münster; Habilitation im Bereich Mehrsprachigkeit und sprachliche Bildung. Seit 2020 ist sie Professorin für Literalität und migrationsbedingte Mehrsprachigkeit an der Goethe-Universität.
Ihre Forschungsschwerpunkte sind Spracherwerb und mehrsprachige Sprachentwicklung, Mehrsprachigkeit und sprachliche Bildung in Bildungskontexten und Professionalisierung im Umgang mit sprachlicher Heterogenität.

## Schriften (Auswahl)
- Wenn Hände eine neue Sprache lernen. Gestikerwerb bei französisch-, spanisch- und russischsprachigen Deutsch-L2-Lernern. Frankfurt am Main 2014, ISBN 978-3-631-64976-3.
- mit Yauheniya Danilovich (Hg.): Sprachliche Vielfalt im Unterricht. Fachdidaktische Perspektiven auf Lehre und Forschung im DaZ-Modul. Wiesbaden 2019, ISBN 3-658-23253-6.